# Jamie’s Cryin’
«Jamie’s Cryin’» — третий сингл хард-рок группы Van Halen, выпущенный 16 мая 1978 года на лейбле Warner Bros.

## О сингле
Песня была написана и записана вживую во время трёхнедельных сессий для альбома. В песне рассказывается о женщине, которая встречается с мужчиной, который хочет только одну ночь. Она отвергает его, но печалится о том, что могло бы быть. Барабанщик Алекс Ван Хален называет эту песню своей самой нелюбимой песней Van Halen.
Для записи песни вокалист Дэвид Ли Рот хотел пойти на более чистый «попсовый» звук и бросить курить и пить за неделю до того, как должна была быть записана окончательная версия. Группа заметила разницу в вокале Рота в том, что должно было стать версией альбома, и Тед Темплман приказал ему выйти на улицу, чтобы выкурить сигарету. Он выкурил одну сигарету и выпил полбутылки виски, вернувшись через полчаса и записав трек с большей хрипотцой в голосе.
Мелодическая линия Эдди Ван Халена в припеве песни сильно напоминает гитарную мелодию в джазовом инструментале Лало Шифрина 1976 года «Baia».
«Jamie’s Cryin’» была сэмплирована в сингле 1988 года «Wild Thing» группы Tone Loc.

## Список композиций
| №  | Название         | Длительность |
| -- | ---------------- | ------------ |
| 1. | «Jamie’s Cryin’» | 3:31         |

| №  | Название      | Длительность |
| -- | ------------- | ------------ |
| 1. | «I’m the One» | 3:45         |

## Участники записи
- Дэвид Ли Рот — вокал
- Эдди Ван Хален — электрогитара, бэк-вокал
- Майкл Энтони — бас-гитара, бэк-вокал
- Алекс Ван Хален — ударные